# Protomicrocotyle macrostomon
Protomicrocotyle macrostomon är en plattmaskart. Protomicrocotyle macrostomon ingår i släktet Protomicrocotyle och familjen Protomicrocotylidae. Inga underarter finns listade i Catalogue of Life.